# Gran Premio del Sudafrica 1980
Il Gran Premio del Sudafrica 1980 è stata la terza prova della stagione 1980 del Campionato mondiale di Formula 1. Si è corsa sabato 1º marzo 1980 sul Circuito di Kyalami. La gara è stata vinta dal francese René Arnoux, su Renault; per il vincitore si trattò del secondo successo nel mondiale. Ha preceduto sul traguardo i connazionali Jacques Laffite e Didier Pironi, entrambi su Ligier-Ford Cosworth.

## Vigilia

### Sviluppi futuri
Il 22 febbraio si tenne a Parigi una riunione della Commissione tecnica della Formula 1. La FOCA, l'associazione dei costruttori, aveva chiesto delle limitazioni all'utilizzo dei motori turbocompressi, che andavano dalla riduzione della cilindrata (da 1.500 cm³ a 1.400) alla riduzione della pressione del turbo stesso, a delle limitazioni all'utilizzo del carburante; la FISA, la federazione internazionale, decise invece di abolire l'utilizzo delle minigonne a partire dalla stagione 1981, scelta tecnica che invece penalizzava maggiormente le vetture spinte dal tradizionale motore a pressione atmosferica. Questa scelta avrebbe infranto la norma che imponeva la possibilità di effettuare cambiamenti al regolamento tecnico solo con un preavviso quinquennale, ma la FISA era pronta a giustificare l'immediata validità di tali decisioni per "ragioni di sicurezza", come previsto dall'art. 15 del regolamento tecnico. Queste decisioni provocarono una rottura all'interno della GPDA, il sindacato dei piloti: i corridori delle vetture a motore Cosworth, che sfruttavano al meglio le minigonne, imputarono a Jody Scheckter, presidente dell'associazione e pilota della Ferrari, di aver fatto prevalere gli interessi della sua scuderia. John Watson e Nelson Piquet, per protesta, dettero il loro addio all'associazione.
Nella stessa riunione si stabilì che dal Gran Premio del Belgio vi sarebbe stata una regolamentazione dell'utilizzo delle gomme da qualifica, inoltre venne stabilita l'istituzione di un vero e proprio campionato mondiale dei costruttori, a partire dal 1981. Vennero infine sancite le date definitive per i gran premi del Canada, Las Vegas e Watkins Glen.
La Goodyear minacciò di non fornire gli pneumatici in occasione del successivo Gran Premio di Long Beach per protestare contro l'assenza di una regolamentazione dell'uso delle gomme da qualifica.

### Aspetti tecnici
La Tyrrell, il 14 febbraio, presentò la 010 presso la Galleria Vittorio Emanuele II a Milano, in onore del suo sponsor, l'azienda italiana Candy. La vettura era disegnata da Maurice Philippe, ed era sempre spinta dal tradizionale motore Ford Cosworth DFV.
Anche l'ATS utilizzò un nuovo modello, la D4, affidato al solo Marc Surer. L'Alfa Romeo presentò una versione alleggerita della sua 179: il suo peso passò dai 649 ai 595 kg. Sulla vettura italiana vennero anche portate nuove sospensioni posteriori.

### Aspetti sportivi
Nel corso dei test che si svolsero presso il Circuito Paul Ricard a Le Castellet, il 13 febbraio, Gilles Villeneuve ebbe un incidente: la sua vettura uscì di pista a 290 km/h, svellendo una sessantina di metri di guardrail. Il pilota non subì però conseguenze fisiche. I tempi migliori in questi test vennero fatti dalle Renault, con 1'42"3, ottenuto da Jean-Pierre Jabouille. I test videro anche l'esordio della nuova Tyrrell, e la messa in pista di una nuova Alfa Romeo, denominata 180, con Patrick Depailler.
La Shadow si dibatteva in difficoltà finanziarie tanto che fu a lungo incerta la coppia di piloti che avrebbe dovuto affrontare la trasferta sudafricana; alla fine il britannico Geoff Lees sostituì Stefan Johansson (impegnato nella F3 inglese con una March ufficiale) : fu l'ultima volta che una Shadow riuscì a prendere il via in una gara valida per il Campionato di Formula 1,proprio sulla pista dove tre anni prima aveva perso il pilota Tom Pryce. Venne anche prospettato l'utilizzo di Michel Leclère o Ian Scheckter per sostituire Dave Kennedy, che però rimase al suo posto. Lees aveva già disputato il Gran Premio di Germania 1979, a bordo di una Tyrrell, ed era stato inizialmente indicato dall'Ensign come pilota titolare, da affiancare a Clay Regazzoni, nei gran premi europei.
Fu inoltre incerta, anche se poi confermata, la presenza di Jan Lammers all'ATS, sempre per ragioni finanziarie.
Nelle pre-prove del mercoledì il migliore tempo fu fatto da Jean-Pierre Jabouille su Renault in 1'10"60, che rappresentava il nuovo limite ufficioso del tracciato; il record già apparteneva a Jabouille, che lo aveva fatto segnare nelle prove dell'edizione 1979 in 1'11"80. Jabouille aveva compiuto un solo tentativo ed aveva così battuto Jacques Laffite, che aveva fatto segnare 1'11"39. Alain Prost uscì alla Leeukop Bend, riportando delle ferite a una gamba e una sospetta frattura a un dito del piede.
La tribuna più grande del circuito sudafricano venne intitolata a Jody Scheckter, pilota locale e campione del mondo di Formula 1 in carica.

## Qualifiche

### Resoconto
Nella prima giornata di prove del giovedì le due Renault confermarono la loro superiorità, accentuata dall'altitudine del tracciato, che favoriva le vetture a motore turbo: Jabouille chiuse in 1'10"00, precedendo René Arnoux di 21 centesimi. Terzo chiuse Nelson Piquet su Brabham a 1'11"87.
Lo svizzero Marc Surer, su ATS, uscì alla Clubhouse, a quattordici minuti dal termine della sessione ufficiale, per la rottura dell'impianto frenante. Parte della vettura si accartocciò, provocando una lesione al cemento del muro di protezione. Estratto dai rottami dopo quarantacinque minuti, riportò fratture alla tibia e al perone ad entrambe le gambe. Alain Prost fu di nuovo protagonista di un incidente, questa volta alle Esse. Tripla frattura al polso che portò al ritiro dalla gara.
Al venerdì ci furono pochi cambiamenti nella classifica. Le due Renault mantennero la prima fila, monopolizzando per la terza volta nella storia; per Jabouille fu la sesta pole nel mondiale. La seconda fila venne conquistata da Piquet e Laffite. L'unico avanzamento cospicuo fu quello di Patrick Depailler su Alfa, che si portò in settima posizione. Si qualificò per la prima volta l'Osella. Le Ferrari furono deludenti anche per delle rotture dei motori di entrambe le monoposto.

### Risultati
Nella sessione di qualifica si è avuta questa situazione:
| Pos                     | Nº | Pilota                | Costruttore              | Tempo   | Griglia |
| ----------------------- | -- | --------------------- | ------------------------ | ------- | ------- |
| 1                       | 15 | Jean-Pierre Jabouille | Renault                  | 1'10"00 | 1       |
| 2                       | 16 | René Arnoux           | Renault                  | 1'10"21 | 2       |
| 3                       | 5  | Nelson Piquet         | Brabham-Ford Cosworth    | 1'11"87 | 3       |
| 4                       | 26 | Jacques Laffite       | Ligier-Ford Cosworth     | 1'11"88 | 4       |
| 5                       | 25 | Didier Pironi         | Ligier-Ford Cosworth     | 1'12"11 | 5       |
| 6                       | 28 | Carlos Reutemann      | Williams-Ford Cosworth   | 1'12"15 | 6       |
| 7                       | 22 | Patrick Depailler     | Alfa Romeo               | 1'12"16 | 7       |
| 8                       | 27 | Alan Jones            | Williams-Ford Cosworth   | 1'12"23 | 8       |
| 9                       | 1  | Jody Scheckter        | Ferrari                  | 1'12"32 | 9       |
| 10                      | 2  | Gilles Villeneuve     | Ferrari                  | 1'12"38 | 10      |
| 11                      | 29 | Riccardo Patrese      | Arrows-Ford Cosworth     | 1'12"50 | 11      |
| 12                      | 23 | Bruno Giacomelli      | Alfa Romeo               | 1'12"51 | 12      |
| 13                      | 3  | Jean-Pierre Jarier    | Tyrrell-Ford Cosworth    | 1'12"70 | 13      |
| 14                      | 12 | Elio De Angelis       | Lotus-Ford Cosworth      | 1'12"74 | 14      |
| 15                      | 11 | Mario Andretti        | Lotus-Ford Cosworth      | 1'12"93 | 15      |
| 16                      | 4  | Derek Daly            | Tyrrell-Ford Cosworth    | 1'13"04 | 16      |
| 17                      | 6  | Ricardo Zunino        | Brabham-Ford Cosworth    | 1'13"05 | 17      |
| 18                      | 20 | Emerson Fittipaldi    | Fittipaldi-Ford Cosworth | 1'13"23 | 18      |
| 19                      | 30 | Jochen Mass           | Arrows-Ford Cosworth     | 1'13"25 | 19      |
| 20                      | 14 | Clay Regazzoni        | Ensign-Ford Cosworth     | 1'13"25 | 20      |
| 21                      | 7  | John Watson           | McLaren-Ford Cosworth    | 1'13"61 | 21      |
| 22                      | 8  | Alain Prost           | McLaren-Ford Cosworth    | 1'13"76 | NP      |
| 23                      | 31 | Eddie Cheever         | Osella-Ford Cosworth     | 1'13"83 | 22      |
| 24                      | 21 | Keke Rosberg          | Fittipaldi-Ford Cosworth | 1'13"84 | 23      |
| Vetture non qualificate |    |                       |                          |         |         |
| NQ                      | 17 | Geoff Lees            | Shadow-Ford Cosworth     | 1'14"46 | 24      |
| NQ                      | 9  | Marc Surer            | ATS-Ford Cosworth        | 1'14"54 | NQ      |
| NQ                      | 18 | Dave Kennedy          | Shadow-Ford Cosworth     | 1'15"23 | NQ      |
| NQ                      | 10 | Jan Lammers           | ATS-Ford Cosworth        | 1'15"29 | NQ      |

## Gara

### Resoconto
Al via Jean-Pierre Jabouille mantenne il comando davanti a René Arnoux; Alan Jones, partito dalla quarta fila si inserì dietro alle due Renault, seguito da Jacques Laffite, Carlos Reutemann, Nelson Piquet, Gilles Villeneuve e Jody Scheckter. Nel corso del secondo giro Scheckter passò il suo compagno di scuderia. Villeneuve scontava dei problemi agli pneumatici, tanto che dovette fermarsi al terzo giro. Nel frattempo Scheckter fu capace di passare anche Piquet.
Al nono giro Laffite passò Jones, mentre la gara di Scheckter venne interrotta al giro 14 da una fermata ai box per un controllo del motore che perdeva potenza. Al decimo giro, nel frattempo, Jean-Pierre Jarier aveva conquistato la settima posizione, passando Nelson Piquet. Sulla Renault di Jean-Pierre Jabouille, al giro 15, si ruppe l'attacco posteriore sinistro della barra antirollio, guasto che però non limitò la sua progressione.
La gara procedeva sempre con il duo della Renault davanti a Laffite, seguito da Jones, Reutemann, Jarier, Piquet e Pironi. Al trentacinquesimo passaggio Jones fu costretto al ritiro per un guasto al cambio.
Al 56º giro Jean-Pierre Jarier dovette andare ai box per sostituire uno pneumatico forato; rientrò undicesimo, ormai lontano dalla zona dei punti. Al giro sessantadue scoppiò uno pneumatico sulla vettura di Jabouille, che dovette ritirarsi. Passò così a condurre Arnoux, davanti a Jacques Laffite, Carlos Reutemann, Nelson Piquet, Didier Pironi e Jochen Mass. A poche tornate dal termine, al giro 65, Reutemann dovette fermarsi a cambiare gli pneumatici e perse tre posizioni.
Piquet e Pironi battagliarono a lungo per il terzo posto, e al giro 68 prevalse il transalpino. Al giro 72 Reutemann prese la quinta posizione a Mass.
Per la prima volta, nella storia del mondiale, il podio fu tutto francese: René Arnoux precedette Jacques Laffite e Didier Pironi (tutti e tre su vetture francesi). L'ultima volta di un podio con tre piloti della stessa nazione risaliva al Gran Premio degli Stati Uniti d'America 1968, con tre conduttori britannici nelle prime tre posizioni (Jackie Stewart, Graham Hill e John Surtees).

### Risultati
I risultati del gran premio furono i seguenti:
| Pos | No | Pilota                | Costruttore              | Giri | Tempo/Ritiro     | Pos. Griglia | Punti |
| --- | -- | --------------------- | ------------------------ | ---- | ---------------- | ------------ | ----- |
| 1   | 16 | René Arnoux           | Renault                  | 78   | 1h36'52"54       | 2            | 9     |
| 2   | 26 | Jacques Laffite       | Ligier-Ford Cosworth     | 78   | +34"07           | 4            | 6     |
| 3   | 25 | Didier Pironi         | Ligier-Ford Cosworth     | 78   | +52"49           | 5            | 4     |
| 4   | 5  | Nelson Piquet         | Brabham-Ford Cosworth    | 78   | +1'01"02         | 3            | 3     |
| 5   | 28 | Carlos Reutemann      | Williams-Ford Cosworth   | 77   | +1 giro          | 6            | 2     |
| 6   | 30 | Jochen Mass           | Arrows-Ford Cosworth     | 77   | +1 giro          | 19           | 1     |
| 7   | 3  | Jean-Pierre Jarier    | Tyrrell-Ford Cosworth    | 77   | +1 giro          | 13           |       |
| 8   | 20 | Emerson Fittipaldi    | Fittipaldi-Ford Cosworth | 77   | +1 giro          | 18           |       |
| 9   | 14 | Clay Regazzoni        | Ensign-Ford Cosworth     | 77   | +1 giro          | 20           |       |
| 10  | 6  | Ricardo Zunino        | Brabham-Ford Cosworth    | 77   | +1 giro          | 17           |       |
| 11  | 7  | John Watson           | McLaren-Ford Cosworth    | 76   | +2 giri          | 21           |       |
| 12  | 11 | Mario Andretti        | Lotus-Ford Cosworth      | 76   | +2 giri          | 15           |       |
| 13  | 17 | Geoff Lees            | Shadow-Ford Cosworth     | 70   | Sospensione      | 24           |       |
| Rit | 23 | Bruno Giacomelli      | Alfa Romeo               | 69   | Motore           | 12           |       |
| Rit | 15 | Jean-Pierre Jabouille | Renault                  | 61   | Foratura         | 1            |       |
| Rit | 4  | Derek Daly            | Tyrrell-Ford Cosworth    | 61   | Foratura         | 16           |       |
| Rit | 21 | Keke Rosberg          | Fittipaldi-Ford Cosworth | 58   | Incidente        | 23           |       |
| NC  | 22 | Patrick Depailler     | Alfa Romeo               | 53   | Non classificato | 7            |       |
| Rit | 27 | Alan Jones            | Williams-Ford Cosworth   | 34   | Cambio           | 8            |       |
| Rit | 2  | Gilles Villeneuve     | Ferrari                  | 31   | Trasmissione     | 10           |       |
| Rit | 1  | Jody Scheckter        | Ferrari                  | 14   | Motore           | 9            |       |
| Rit | 29 | Riccardo Patrese      | Arrows-Ford Cosworth     | 10   | Testacoda        | 11           |       |
| Rit | 31 | Eddie Cheever         | Osella-Ford Cosworth     | 8    | Testacoda        | 22           |       |
| Rit | 12 | Elio De Angelis       | Lotus-Ford Cosworth      | 1    | Testacoda        | 14           |       |
| NP  | 8  | Alain Prost           | McLaren-Ford Cosworth    |      | Infortunato      |              |       |
| NQ  | 9  | Marc Surer            | ATS-Ford Cosworth        |      |                  |              |       |
| NQ  | 18 | Dave Kennedy          | Shadow-Ford Cosworth     |      |                  |              |       |
| NQ  | 10 | Jan Lammers           | ATS-Ford Cosworth        |      |                  |              |       |

## Classifiche

### Piloti
| Pos. | Pilota           | Punti |
| ---- | ---------------- | ----- |
| 1    | René Arnoux      | 18    |
| 2    | Alan Jones       | 13    |
| 3    | Nelson Piquet    | 9     |
| 4    | Didier Pironi    | 7     |
| 5    | Elio De Angelis  | 6     |
| =    | Jacques Laffite  | 6     |
| 7    | Keke Rosberg     | 4     |
| 8    | Derek Daly       | 3     |
| 9    | Alain Prost      | 3     |
| 10   | Bruno Giacomelli | 2     |
| =    | Carlos Reutemann | 2     |
| 12   | Jochen Mass      | 1     |
| =    | Riccardo Patrese | 1     |

### Costruttori
| Pos. | Team                     | Punti |
| ---- | ------------------------ | ----- |
| 1    | Renault                  | 18    |
| 2    | Williams-Ford Cosworth   | 15    |
| 3    | Ligier-Ford Cosworth     | 13    |
| 4    | Brabham-Ford Cosworth    | 9     |
| 5    | Lotus-Ford Cosworth      | 6     |
| 6    | Fittipaldi-Ford Cosworth | 4     |
| 7    | Tyrrell-Ford Cosworth    | 3     |
| 8    | McLaren-Ford Cosworth    | 3     |
| 9    | Alfa Romeo               | 2     |
| 10   | Arrows-Ford Cosworth     | 2     |